# 橘川美紀
橘川 美紀（きつかわ みき）は、日本の元卓球選手。現役時代は日本代表としてアジア競技大会卓球競技でメダルを獲得。全日本卓球選手権大会では女子ダブルスで優勝3度。

## 経歴
神奈川県・京浜女商高在学時の1982年度、全日本選手権ジュニアの部決勝で森真紀子を2-1で下し優勝。
1983年、高校総体では高橋真由美と出場した女子ダブルス、団体で優勝。
富士短大在学時の1984年度、全日本選手権では斉藤美香子と出場した女子ダブルス決勝で名和史 / 高橋頼子を2-0で下し初優勝。
1985年度、第38回世界卓球選手権に出場。全日本選手権では斉藤と出場した女子ダブルス決勝で山下さとみ / 幸野信子組に0-2で敗れ準優勝。
武田薬品湘南在籍時の1986年度、第10回アジア競技大会では星野美香と出場した女子ダブルスで銅メダル、団体でも銅メダル。全日本社会人卓球選手権で生駒日登美と出場した女子ダブルスで初優勝。全日本選手権では斉藤と出場した女子ダブルス決勝で前年と同じ山下 / 幸野組を2-1で下し2度目の優勝。
1987年度、第39回世界卓球選手権に出場。社会人選手権で生駒と出場した女子ダブルスで2連覇。全日本選手権では木村正幸と出場した混合ダブルス決勝で斎藤清 / 細川幸智子組に0-2で敗れ準優勝。
1988年度、全日本選手権で木村と出場した混合ダブルス決勝で斎藤 / 細川組に0-2で敗れ準優勝。
1990年、社会人選手権で生駒と出場した女子ダブルスで3度目の優勝。
1991年度、全日本選手権では佐藤利香と出場した女子ダブルス決勝で岡村篤子 / 丸木貴美子組を2-0で下し3度目の優勝。木村と出場した混合ダブルス決勝で渡辺武弘 / 大野知子組に0-2で敗れ準優勝。